# Mobile Suit Gundam MS IGLOO
Mobile Suit Gundam MS IGLOO (機動戦士ガンダム MSイグルー Kidō Senshi Gandamu Emuesu Igurū?) es una serie de cortos animados por computadora y OVAs basados en Gundam, la famosa franquicia mecha de los estudios Sunrise. Los cortos fueron publicados entre los años 2004 y 2009, siendo dirigidos por Takashi Imanishi con Yutaka Izubuchi como supervisor de producción. El argumento de la serie está ambientado en la Guerra de Un Año de la era Universal Century.
Los dos primeros capítulos, Mobile Suit Gundam MS IGLOO: The Hidden One Year War (機動戦士ガンダム MSイグルー -1年戦争秘話-Mobile Suit Gundam MS IGLOO: The Hidden One Year War'?) y Mobile Suit Gundam MS IGLOO: Apocalypse 0079 (機動戦士ガンダム MSイグルー  -黙示録 0079-Mobile Suit Gundam MS IGLOO: Apocalypse 0079'?) muestran el conflicto desde el punto de vista del Principado de Zeon, mientras Mobile Suit Gundam MS IGLOO: The Gravity Front (機動戦士ガンダム MSイグルー2 -重力戦線-Mobile Suit Gundam MS IGLOO: The Gravity Front'?) muestran el conflicto desde el punto de vista de la Federación Terrestre. Los tres capítulos cuentan con tres episodios cada uno.
Los episodios de  The Hidden One Year War y Apocalypse 0079 fueron lanzados en 2004 y 2006 respectivamente, mientras The Gravity Front fue lanzado desde 2008 a 2009.

## Panorama

### Mobile Suit Gundam MS IGLOO
La serie discurre exactamente en concurrencia con la serie Mobile Suit Gundam (1979). MS IGLOO narra las hazañas de la 603ª Unidad de Evaluación Técnica del Principado de Zeon, un grupo especial de investigación y desarrollo de armas. Este equipo está estacionado en el Jotunheim, una antigua nave de carga de uso civil. La unidad hace pruebas de campo con varias armas y prototipos de combate bajo la supervisión del Ingeniero-Teniente Oliver May. Los seis episodios de IGLOO muestran a la 603ª pasando por momentos cruciales de la Guerra de Un Año que apenas fueron mencionados en la serie original.

### Mobile Suit Gundam MS IGLOO 2: Gravity Front
Mobile Suit Gundam MS IGLOO 2: The Gravity Front (機動戦士ガンダム MS IGLOO 2 重力戦線 Kidō Senshi Gandamu MS IGLOO 2 Juuryoku-sensen?) fue anunciada el 25 de marzo de 2008. La serie está compuesta por tres episodios, cada uno con 30 minutos de duración, ambientados en el planeta tierra y mostrando la guerra desde el punto de vista de la Federación Terrestre. La animación en esta serie fue elaborada con una calidad mayor a la de los cortos anteriores. La composición del equipo de producción se mantuvo intacta exceptuando a los diseñadores de los robots, incluyendo a Yutaka Izubuchi, Kimitoshi Yamane, Takuhito Kusanagi, Shinji Aramaki y Fumihiro Katagai. 
El primer episodio "Shoot at that Death!" fue publicado el 24 de octubre de 2008.  El segundo, "King of the Land, Forward!" fue publicado el 23 de enero de 2009. El tercero, "Odessa, Iron Storm!", fue publicado el 24 de abril de 2009.

### Música
Sora no Tamoto (時空(そら)のたもと?  lit. El Origen del Tiempo- Espacio) por Taja
Tema musical de The Hidden One Year War (1年戦争秘録?).
Yume Wadachi (夢轍〜ユメワダチ〜?  lit. Atascado en un Sueño) por Taja
Tema musical de Apocalypse 0079 (黙示録0079?).
Mr. Lonely Heart por Haruna Yokota
Tema musical de Gravity Front Ep 1 Shoot at that Death! (重力戦線第1話：あの死神を撃て!?)
Places in the Heart por Shinji Kakijima
Tema musical de Gravity Front Ep 2 King of the Land, Forward! (重力戦線第2話：陸の王者、前へ!?)
No Limit∞ por Taja
Tema musical de Gravity Front Ep 3 Odessa, Iron Storm! (重力戦線第3話：オデッサ、鉄の嵐!?)

## Elenco

### The Hidden One Year War&Apocalypse 0079
- Oliver May — Hideo Ishikawa
- Monique Cadillac — Miki Nagasawa
- Martin Prochnow — Shōzō Iizuka
- Albert Schacht — Tamio Ōki
- Domenico Márquez — Katsuya Shiga
- Erich Kruger — Hiroshi Matsumoto
- Hideo Washiya — Jun Fukuyama
- Jean Xavier — Mikako Takahashi

- Aleksandro Hemme — Katsuhisa Hōki
- Demeziere Sonnen — Masuo Amada
- Jean Luc Duvall — Takaya Hashi
- Werner Holbein — Ken'yū Horiuchi
- Erwin Cadillac - Sayaka Aida
- Herbert von Kuspen - Ikuya Sawaki
- Gihren Zabi — Banjō Ginga

- Federico Czariano — Jōji Nakata

### Gravity Front
- Ben Barberry — Masaki Terasoma
- Papa Sidney Lewis — Nobuyuki Hiyama
- Michael Colmatta — Hiroki Tōchi
- Harman Yandell — Tsutomu Isobe
- Rayban Surat — Katsuyuki Konishi
- Arleen Nazon — Kikuko Inoue
- Clyde Bettany — Kōji Yusa
- Milos Karppi — Taiten Kusunoki
- Doroba Kuzwayo — Kentarō Itō

- Death deity — Kikuko Inoue

- Kycilia Zabi — Mami Koyama
- Elmer Snell — Akio Ōtsuka

## Recepción
Carl Kimlinger de Anime News Network le dio a la serie una C  elogiando su argumento y sus gráficos generados por computadora.